# Near-Earth Object Program
Le Near-Earth Object Program est un programme du Jet Propulsion Laboratory (JPL) lancé en 1998 et destiné, comme NEODyS, à détecter et classifier les objets géocroiseurs (en anglais : near-Earth objects ou NEOs, au pluriel) potentiellement dangereux s'approchant de la Terre et d'assurer une communication plus facile avec le grand public quand de tels objets sont découverts.